# St. Andreas (Eberspoint)

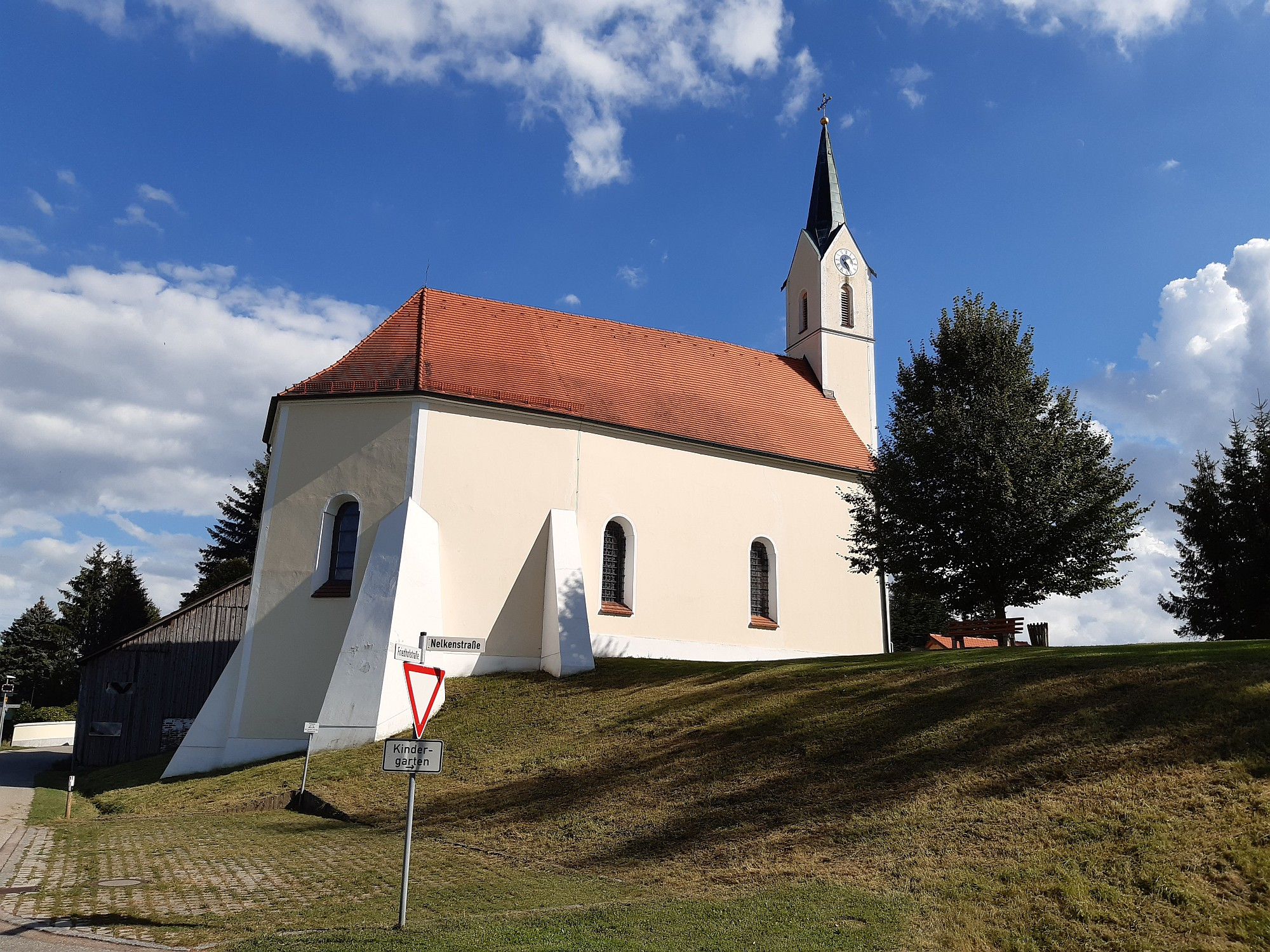
Außenansicht der Pfarrkirche St. Andreas von Nordwesten

Die römisch-katholische Pfarrkirche St. Andreas in Eberspoint, einem Ortsteil des Marktes Velden, ist eine kleine barocke Saalkirche, die um 1700 erbaut und 1862 nach einem Teileinsturz wiederaufgebaut wurde. Das dem Patronat des Apostels Andreas (Gedenktag: 30. November) unterstellte Gotteshaus ist als Baudenkmal mit der Nummer D-2-74-183-33 beim Bayerischen Landesamt für Denkmalpflege eingetragen.
St. Andreas wurde erst 1962 zur Pfarrkirche erhoben. Zuvor war dies St. Rupert in Ruprechtsberg, die zur Filialkirche abgestuft wurde, aber im Wesentlichen die Rechte einer Pfarrkirche behielt. Die Verlegung wurde trotz der geringen Größe von St. Andreas vorgenommen, da Eberspoint inzwischen im Zuge der Siedlungstätigkeit deutlich einwohnerstärker als der frühere Pfarrdorf geworden war. Die Pfarrei Eberspoint-Ruprechtsberg, die seit 1962 offiziell diesen Doppelnamen trägt, gehört seit dem 1. Juli 1980 zu dem 1972 gegründeten Pfarrverband Velden im Dekanat Geisenhausen des Erzbistums München und Freising.

## Geschichte

### Bau der Kirche
Das genaue Baudatum der Kirche ist unbekannt, jedoch wurde sie nach Ausweis der stilistischen Merkmale wohl um 1700 errichtet. Als gesichert gilt, dass sie vor 1728 entstand, als ein Wandgemälde in der damaligen Pfarrkirche Ruprechtsberg geschaffen wurde, das die Eberspointer Kirche zeigt. Bereits 1689 war in Eberspoint eine Maria-Hilf-Bruderschaft gegründet worden.

### Restaurierung 1862
Um die Mitte des 19. Jahrhunderts war die Kirche des damaligen Kuratbenefiziums Eberspoint stark baufällig: Dachstuhl und Glockenstuhl waren schadhaft, das Dach undicht, die Mauern einsturzgefährdet. 1858 wandte sich der Benefiziat Ludwig Wirz an das Landgericht Vilsbiburg, welches das Präsentationsrecht über Eberspoint ausübte, und brachte zum Ausdruck, dass er aufgrund des erbärmlichen Zustands seiner Kirche dort keine Heilige Messe mehr lesen wolle. Nach einem regen Schriftverkehr beauftragte die Regierung von Niederbayern im November 1859 ihren „Civilbau-Inspektor“ Leonhard Schmidtner, das Bauwerk zu untersuchen.
In seinem Gutachten vom 21. Januar 1860 bestätigte Schmidtner den ruinösen Zustand der Kirche und veranlasste die sofortige Sperrung. Insbesondere der barocke Dachreiter mit Zwiebelkuppel habe sich bereits nach innen geneigt und könne jederzeit einstürzen. Über die Architektur der Kirche äußerte er, dass diese dem Mauerwerk nach aus alten Zeiten stamme und vermutlich in der zweiten Hälfte des 18. Jahrhunderts in ihre damalige Gestalt umgewandelt wurde. Außerdem sei die Lage im Gelände ungünstig, da dieses zum Chor hin stark abfällt und das Gebäude durch starke Stützpfeiler gehalten werden müsse.
In den folgenden Monaten erarbeitete Schmidtner Pläne für einen Abriss und Neubau der Kirche an gleicher Stelle. Das Langhaus sollte etwas breiter ausgeführt und nach Süden verlängert werden. Über dem einzigen Portal auf der Südseite sollte ein Dachreiter mit Spitzhelm zur Ausführung gelangen. In dem baulich mit der Kirche verbundenen Mesnerhaus sollte die Sakristei untergebracht werden. Der Kostenvoranschlag Schmidtners lautete auf 10.100 Gulden.
Wohl aufgrund der hohen Kosten wurde die Maßnahme zunächst zurückgestellt. Die Gläubigen wichen auf Gottesdienste in den umliegenden Kirchen, zum Beispiel in Ruprechtsberg, Mariaberg und Johanneskirchen aus. Im Mai 1861 erstellten der Maurermeister Georg Behringer und der Zimmerer Paul Stummer, beide aus Velden, einen Kostenvoranschlag über rund 3.200 Gulden für eine Notreparatur der bestehenden Kirche. Auch diese gelangte nicht zur Ausführung. Im April 1862 beantragten die Eberspoint Bürger bei der königlichen Regierung in Vilsbiburg und Landshut, den Wiederaufbau ihrer Kirche unter technischer Leitung durch Behringer und Stummer selbst ausführen zu dürfen. Insbesondere mussten dringend die inzwischen stark ausgebauchten Mauerteile an der Langhaus-Südseite und die Umfassungsmauern des Chors abgetragen und erneuert, die undichten Fenster repariert, der Dachstuhl ausgebessert und der Turm abgetragen und neu errichtet werden. Für den neuen Turm erstellte Baumeister Schmidtner im August 1862 neue Zeichnungen, die erstmals den heutigen, eigenständigen Turm mit Spitzhelm an der Südseite des Langhauses zeigten. Bereits am 20. Oktober 1862 war der Bau in Eigenregie fertiggestellt. Am 3. November 1862 wurde die Kirche wieder geöffnet. Da der Ruprechtsberger Pfarrer die Gelder aus dem Benefizium Eberspoint nunmehr für sich verbuchte, wurde der Benefiziat Wirz aus seinem Amt verdrängt. Dieser hatte ohnehin während der drei Jahre der Sperrung seiner Kirche keine Einnahmen zu verzeichnen gehabt. Damit dürfte das Kuratbenefizium Eberspoint geendet haben. 1921 ist Eberspoint nur mehr als Nebenkirche der Pfarrei Ruprechtsberg genannt.
Im Jahr 1863 wurden Resttätigkeiten, wie zum Beispiel das Aufsetzen von Turmkugel und -kreuz sowie die Glaserarbeiten, erledigt. 1864 wurde ein Instrument des Landshuter Orgelbauers Franz Strauß angeschafft. 1867 wurde ein neuer Hochaltar im neuromanischen Stil aufgestellt, der vom Schreinermeister Frank aus Holzhausen errichtet und vom Veldener Kirchenmaler Andreas Fuchs gefasst wurden. 1870 wurde ein ebenfalls neuromanischer Seitenaltar des Landshuter Bildhauers Paul Weiß aufgestellt.

### Renovierungsmaßnahmen um 1900
Bereits 1888 wurde die Kirche außen renoviert. 1889 wurde sie innen von dem Aiblinger Maler Josef Osendorfer im neuromanischen Stil ausgemalt und erhielt einen neuen Kreuzweg, während der alte in die Filialkirche Alteberspoint kam. 1900 wurde die Orgel von Franz Xaver Riederer aus Landshut repariert. Wegen unzulänglicher Reparatur musste nur ein Jahr später Franz Borgias Maerz aus München weitere Restaurierungsarbeiten durchführen.
Im Jahr 1912 wurde vom Ruprechtsberger Pfarrer erneut der Wunsch der Eberspointer Bürger nach einer neuen, größeren Kirche aufgegriffen. Er beauftragte den Architekten Michael Kurz aus Göggingen bei Augsburg mit einer Planung. Diese sah einen Abriss der alten Kirche und einen Neubau im Jugendstil, ähnlich dem Langhaus-Neubau in Hinterskirchen, an anderer Stelle vor. Kurz schlug mehrere Varianten für die Ausführung von Fassade und Turm vor. Der Kostenvoranschlag belief sich auf über 80.000 Mark, der Abbruch der alten Kirche auf weitere 30.000 Mark. Vom königlichen Generalkonservator wurde dieses Vorhaben unterstützt, da er die bestehende Kirche im Oktober 1912 als „architektonisch belanglosen Bau neuer Zeit“ bezeichnet. Insbesondere der unschöne Turm sei weder künstlerisch noch kunsthistorisch von Bedeutung. Aufgrund des Ersten Weltkriegs wurden die Neubau-Planungen 1915 fallengelassen.

### Renovierungsmaßnahmen um 1920
In den Jahren 1921/22 wurde die alte Kirche innen renoviert und die Raumschale nach dem Vorschlag des Kirchenmalers Peter Keilhacker aus Taufkirchen neu gefasst. Außerdem nahm der Maurermeister Breiteneicher aus Vilsbiburg eine Turmsanierung, bauliche Veränderungen an der Sakristei und den Einbau einer neuen Emporentreppe vor. Im November 1921 erhielt St. Andreas einen neobarocken Marienaltar anstelle des Seitenaltares. Dieser wurde von dem Bildhauer Engelbert Hain und dem Schreinermeister Max Wiesner, beide aus Pfarrkirchen, geschaffen. Im Oktober 1922 schuf Hain auch einen neobarocken Hochaltar, der von Keilhacker gefasst wurde. Die Entwürfe für beide Altäre stammten von Bader aus München. Hain fertigte 1923 außerdem den Prospekt für die neue Orgel von Michael Weise aus Plattling.

### Renovierungsmaßnahmen in den 1960er und 1980er Jahren
In den 1960er Jahren wurde St. Andreas von dem Kirchenmaler Weilhammer aus Gangkofen in mehrere Etappen innen renoviert. In den Jahren 1983 bis 1989 erfolgte eine umfangreiche Gesamtrenovierung. Der Kirchenmaler Bernd Holderried aus Pfaffenhofen an der Ilm restaurierte die neobarocke Fassung der Raumschale von 1922. Der Kirchenmaler Franz Kugelmann aus Kleinaitingen bei Augsburg schuf mithilfe der Secco-Technik ein großes und sechs kleine Deckengemälde. Außerdem wurde im Turm ein neuer Glockenstuhl eingebaut.

## Architektur

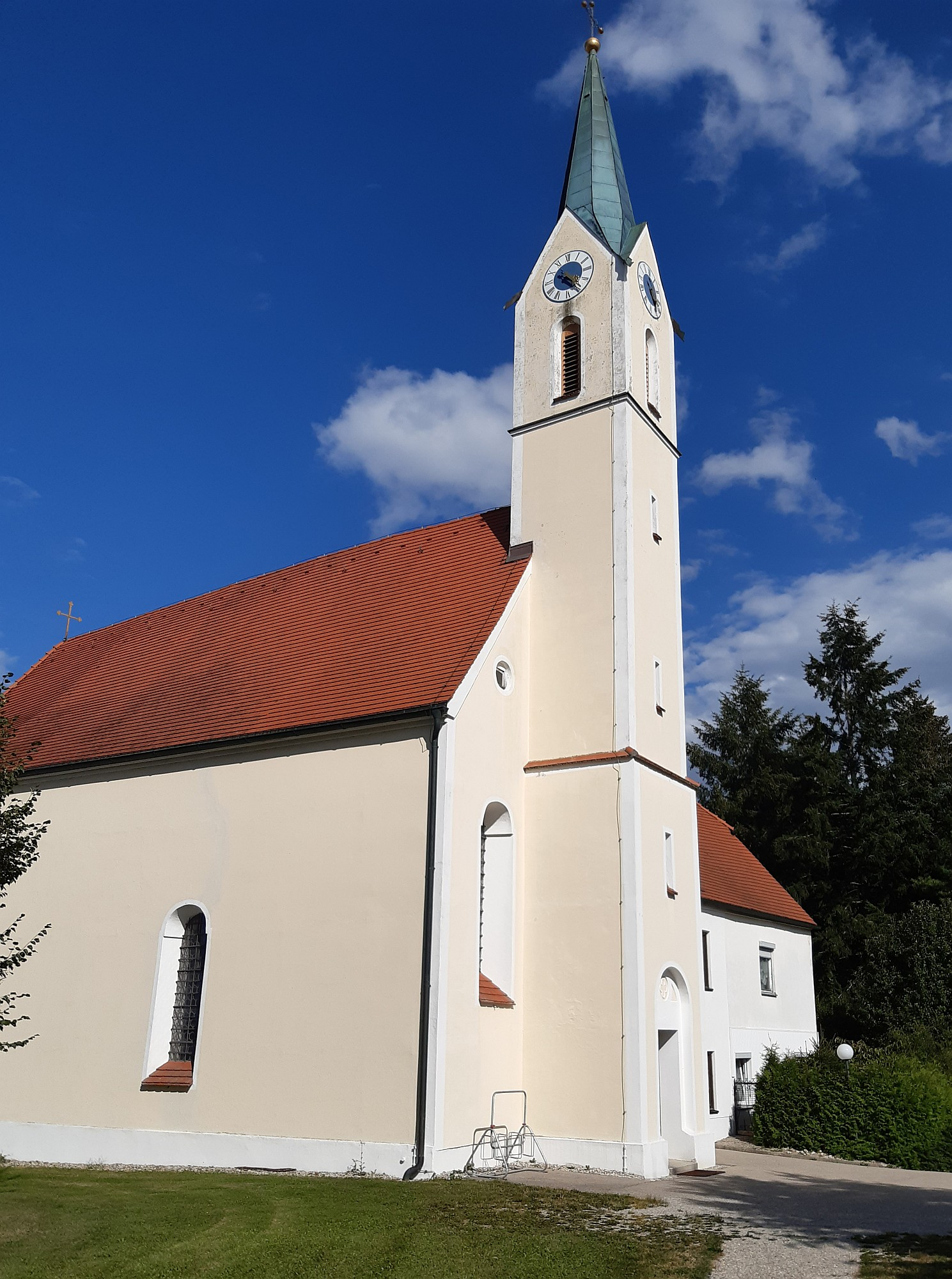
Turmansicht

### Außenbau
Die schlichte, barocke Saalkirche umfasst einen nicht eingezogenen Chor mit einem Joch und Schluss in drei Achteckseiten sowie ein Langhaus mit vier Jochen. Chor und Langhaus sind unter einem gemeinsamen Satteldach vereinigt. Da das Gelände nach Norden hin stark abfällt, wird der Chor durch mehrere, im Querschnitt dreieckige Stützpfeiler getragen. Der Chor wird außerdem – wie der Turm – durch weiße Lisenen gegliedert, die einen Kontrast zur gelben Wandfarbe bilden. Die Fensteröffnungen schließen nach oben hin mit einem kaum merklich eingezogenen Rundbogen ab. Die Sakristei befindet sich östlich im ehemaligen Schul- und Mesnerhaus, das baulich mit der Kirche verbunden ist.
Auf der Südseite wurde im Zuge der Restaurierung von 1862 ein schlanker, nur leicht in das Langhaus einspringender Turm über quadratischem Grundriss angebaut. Dieser umfasst drei Absätze, die durch schwache Gesimse getrennt werden. Im Turmerdgeschoss befindet sich das einzige Portal. Der obere Absatz enthält auf jeder Seite eine rundbogige Schallöffnung sowie auf der Süd- und Westseite je ein Ziffernblatt der Turmuhr. Der Turm wird durch Ecklisenen gegliedert. Den oberen Abschluss bildet ein Spitzhelm über vier Dreiecksgiebeln.
Der Bau befindet sich am Fuß des Schlossberges, auf dem sich bis zum Abriss im Jahr 1920 eine Schlossruine befand. Diese war zuletzt nur mehr als Getreidekasten genutzt worden. St. Andreas wurde wohl ursprünglich als Schlosskirche erbaut und ist deshalb aus praktischen Gründen nach Norden und nicht, wie üblich, nach Osten ausgerichtet. Auch einen Friedhof rund um die Kirche, wie sonst in Altbayern üblich, gab es in Eberspoint nie. Der heutige Friedhof befindet sich rund 250 Meter nordwestlich der Kirche.

### Innenraum
Der Innenraum wird von einem flachen Tonnengewölbe mit Stichkappen überspannt, das im Chor auf Gesimsstücken, im Langhaus auf Pilastern ruht. Der stichbogige Chorbogen überspannt nahezu die gesamte Breite des Innenraums.

## Ausstattung

### Deckengemälde
Die Deckengemälde im Langhaus schuf der Kirchenmaler Franz Kugelmann im Jahr 1989. Das große Deckengemälde zeigt die Unbefleckte Empfängnis und ist in einem aufgemalten, geschweiften Rahmen angeordnet. Rundum befinden sich sechs Medaillons mit Mariensymbolen, die ebenfalls von Kugelmann geschaffen wurden.

### Altäre
Der neobarocke Hochaltar umfasst einen schlanken Aufbau, der von zwei gewundenen Säulen getragen wird. In der Mittelnische ist eine Figur des Kirchenpatrons Andreas untergebracht. Die Seitenfiguren stellen Johannes den Täufer (links) und den heiligen Sebastian (rechts) dar. In dem zwischen zwei engelbesetzten Giebelstücken angeordneten Altarauszug befindet sich eine Herz-Jesu-Darstellung, die von zwei gewundenen Säulchen flankiert wird.
Der Marienaltar besitzt einen Aufbau ohne Architektur. In einer Rundbogennische befindet sich eine Figur der Mutter Gottes mit dem Jesuskind. Diese ist von geschnitztem Rankwerkaufbau mit zahlreichen Engelsköpfen umgeben.

### Taufstein
Der Taufstein ist im Jugendstil ausgeführt und stammt laut einer Inschrift aus dem Jahr 1910. Er umfasst einen achteckigen Fuß, auf dem ein Muschelbecken ruht, sowie einen kupfernen Deckel.

### Orgel
1864 wurde von Franz Strauß aus Landshut eine Orgel mit sechs Registern auf einem Manual und Pedal erbaut. Diese wurde 1900 von Franz Xaver Riederer aus Landshut und 1901 von Franz Borgias Maerz aus München restauriert.
Die heutige Orgel wurde 1923 von Michael Weise aus Plattling aus Teilen gebrauchter Instrumenten zusammengestellt. Sie umfasst unter anderem einen freistehenden Spieltisch, der vermutlich 1909 von Georg Friedrich Steinmeyer aus Oettingen angefertigt wurde. Der Prospekt stammt von Weise selbst. In den 1960er Jahren baute Ludwig Wastlhuber aus Mößling die heutigen Kegelladen mit Pneumatik zur Ansteuerung der Spiel- und Registertrakturen ein. 2014 wurde das Instrument von Thomas Reilich aus Oberschweinbach umfassend restauriert. Die Orgel umfasst acht Register auf einem Manual und Pedal. Die Disposition lautet wie folgt:
| I Manual C–f3 |                 |       |
| 1.            | Geigenprinzipal | 8′    |
| 2.            | Gedeckt         | 8′    |
| 3.            | Salicional      | 8′    |
| 4.            | Prinzipal       | 4′    |
| 5.            | Rohrflöte       | 4′    |
| 6.            | Oktave          | 2′    |
| 7.            | Mixtur III      | 1 ⁄3′ |

| Pedal C–d1 |         |     |
| 8.         | Subbass | 16′ |

- Koppeln: I/P
- Spielhilfen: Piano, Forte, Auslöser